# Aldeia do Vale
Aldeia do Vale é um condomínio horizontal nobre, pertencente à cidade de Goiânia, no extremo leste da metrópole, às margens da BR-060/153. Fundado em 1997, é um dos mais luxuosos de Goiânia. Dentro do local, há vários tipos de comércio, áreas esportivas e verdes. Entretanto, é altamente notável a desigualdade social existente na região, sendo que o Aldeia do Vale se localiza paralelamente ao Vale dos Sonhos, um bairro de classe média baixa.
Segundo dados do Instituto Brasileiro de Geografia e Estatística (IBGE), divulgados pela prefeitura, no Censo 2010 a população do Aldeia do Vale era de 1 615 pessoas.